# Andreas Bernard
Andreas Bernard (ur. 9 czerwca 1990 w Bolzano) – włoski hokeista, reprezentant Włoch.
Jego bracia Manfred (ur. 1985) i Anton (ur. 1989) również zostali hokeistami.

## Kariera
- Neumarkt/Egna (2006-2008)
- HC Bolzano (2008-2009)
- Kaltern/Caldaro (2008-2009)
- SaiPa U20 (2009-2011)
- SaiPa (2011)
- RoKi (2011-2012)
- Jukurit (2012-2013)
- SaiPa (2013-2015)
  -  SaPKo (2013)
  -  KooKoo (2014)
  -  Peliitat (2014)
- Ässät (2015-2019)
- Adler Mannheim (2019)
- MAC Budapeszt (2020)
- HC Bolzano (2020-2021)
- Väsby IK (2021)
- EC VSV (2021-2022)
- HC Bolzano (2022-)

Od lipca 2009 zawodnik fińskiej drużyny Saimaan Pallo występującej w Liiga. Od tego czasu grał w juniorskim zespole klubu, a także był przekazywany do innych zespołów, w tym do drugiej ligi Mestis. Od maja 2015 był zawodnikiem Ässät. Od lutego do kwietnia 2019 był bramkarzem Adler Mannheim. Na początku stycznia 2020 przeszedł do węgierskiego zespołu MAC Budapeszt, występującego w ekstralidze słowackiej. W grudniu 2020 ponownie został zawodnikiem macierzystego HC Bolzano. Pod koniec stycznia przeszedł do szwedzkiego Väsby IK. W marcu 2021 przeszedł do austriackiego EC VSV. W lutym 2022 powrócił do HC Bolzano.
W barwach juniorskich reprezentacji Włoch uczestniczył w turniejach mistrzostw świata do lat 18 w 2007, 2008 (Dywizja I), mistrzostw świata do lat 20 w 2008 (Dywizja II), 2009 (Dywizja I), 2010 (Dywizja I). W kadrze seniorskiej uczestniczył w turniejach mistrzostw świata w 2012 (Elita), 2013 (Dywizja I), 2014 (Elita), 2015, 2016 (Dywizja I), 2017 (Elita), 2018 (Dywizja I), 2019, 2022 (Elita).

## Sukcesy
Reprezentacyjne
- Awans do MŚ do lat 20 Dywizji I: 2008
- Awans do Elity mistrzostw świata: 2016, 2018

Klubowe
- Puchar Włoch: 2009 z HC Bolzano
- Złoty medal Mestis: 2013 z Jukurit

Indywidualne
- Mistrzostwa Świata Juniorów w Hokeju na Lodzie 2009/I Dywizja Grupa B:
  - Drugie miejsce w klasyfikacji skuteczności obron: 93,33%[11]
  - Drugie miejsce w klasyfikacji średniej goli straconych na mecz: 1,71
  - Najlepszy bramkarz turnieju[12]
- Mistrzostwa Świata Juniorów w Hokeju na Lodzie 2010/I Dywizja Grupa B:
  - Trzecie miejsce w klasyfikacji skuteczności obron: 93,10%[13]
  - Drugie miejsce w klasyfikacji średniej goli straconych na mecz: 1,58
  - Najlepszy bramkarz turnieju[14]
- Mestis (2012/2013):
  - Pierwsze miejsce w klasyfikacji skuteczności obron: 92,6%
  - Pierwsze miejsce w klasyfikacji średniej goli straconych na mecz: 1,92
  - Najlepszy bramkarz sezonu
  - Skład gwiazd
- Mistrzostwa Świata w Hokeju na Lodzie 2015/I Dywizja#Grupa A:
  - Jeden z trzech najlepszych zawodników reprezentacji w turnieju[15]
- Mistrzostwa Świata w Hokeju na Lodzie 2017/Elita:
  - Jeden z trzech najlepszych zawodników reprezentacji w turnieju[16]
- Mistrzostwa Świata w Hokeju na Lodzie 2022 (elita):
  - Drugie miejsce w klasyfikacji liczby obronionych strzałów w turnieju: 174[17]